# Montels, Ariège
Montels är en kommun i departementet Ariège i regionen Occitanien i södra Frankrike. Kommunen ligger  i kantonen La Bastide-de-Sérou som ligger i arrondissementet Foix. År 2022 hade Montels 157 invånare.

## Befolkningsutveckling
Antalet invånare i kommunen Montels
Referens: INSEE